# Around the Music
La Around the Music è un'etichetta discografica con sede in Svizzera a Bellinzona fondata da Massimo Scolari (Presidente) e Stefano Scolari.
La Around the Music ha prodotto i Modà alla fine del 2005 a seguito del divorzio con la New Music di Pippo Landro.
Tra gli artisti sotto contratto anche Paolo Meneguzzi seguito fino al 2008 con l'album Corro via, Dolcenera e Loredana Bertè.
Dagli inizi del 2012, gli “Ángeles de la Bachata” entrano a far parte della casa discografica. “Cuéntale a Él Remix” e il suo videoclip hanno già avuto svariati apprezzamenti nella radio nazionale cubana e su internet. Il video clip del singolo è stato trasmesso all'inizio di marzo nel programma musicale cubano “Lucas” e già alla seconda settimana dall'uscita si è collocato alla nona posizione del Lucasnometro per raggiungere in seguito l'ottava posizione dopo sole tre settimane dal lancio promozionale. Il singolo ha raggiunto il primo posto della classifica nella Radio Holguinera, della provincia orientale dell'isola di Cuba.